# 8449-es mellékút (Magyarország)
A 8449-es számú mellékút egy aránylag rövid, alig több mint 2 kilométer hosszú, négy számjegyű országos közút Vas vármegye északi részén.

## Nyomvonala

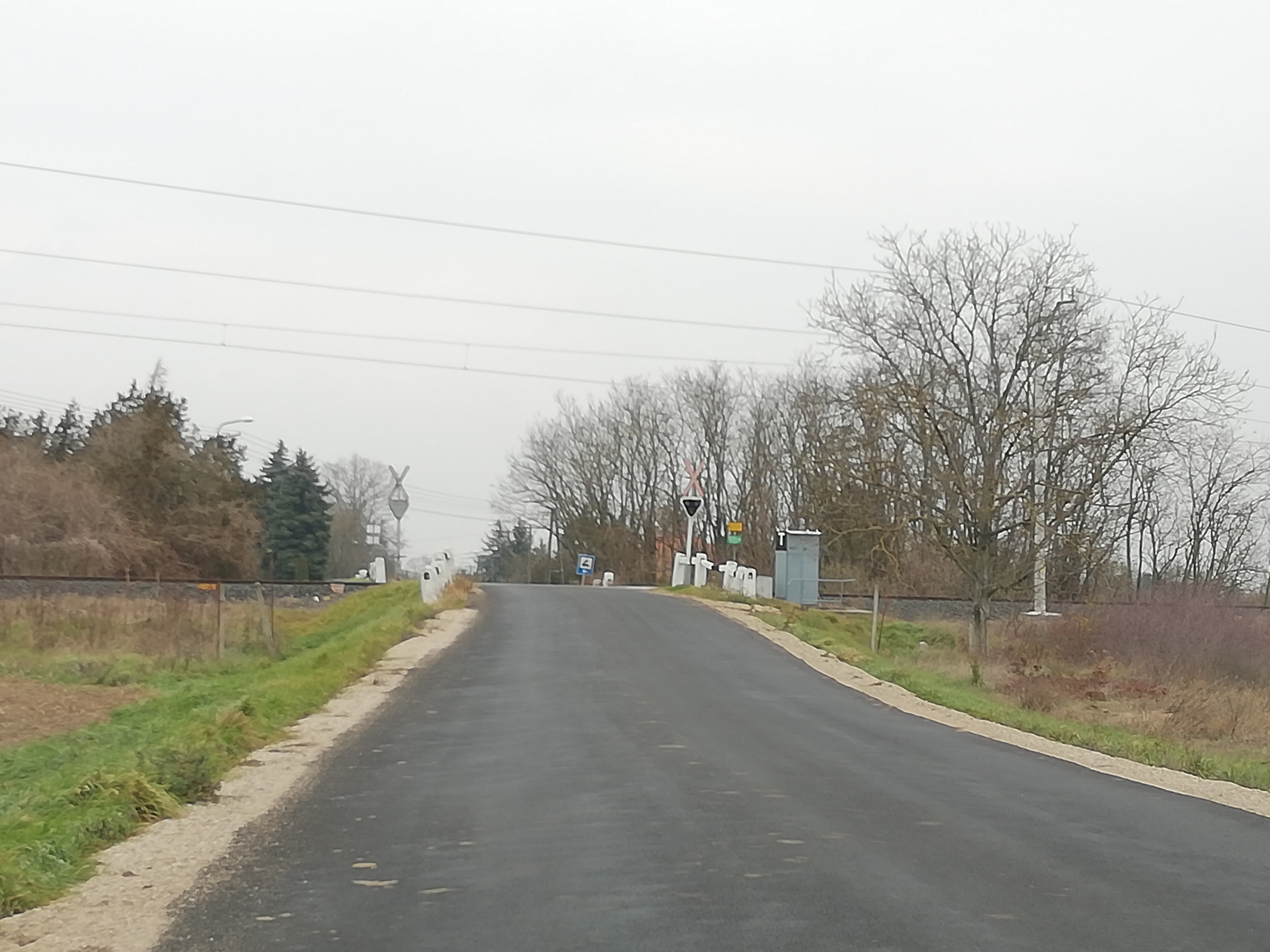
Az út vasúti keresztezése Vámoscsalád megállóhely mellett

Uraiújfalu belterületének északnyugati széle közelében, de még belterületen ágazik ki a 8448-as útból, kevéssel annak a 2. kilométere előtt, észak felé. Bő egy kilométer után – felüljárón, csomópont nélkül – keresztezi az M86-os autóút nyomvonalát, majd átlép Vámoscsalád területére. Az 1+750-es kilométerszelvénye közelében, Vámoscsalád megállóhely térségének keleti széle mellett átszeli a Hegyeshalom–Porpác-vasútvonal vágányait is, majd kiágazik belőle nyugat felé a 84 332-es számú mellékút a megálló kiszolgálására. Utolsó szakaszát Vasút utca néven teljesíti e község legdélebbi fekvésű házai között, míg bele nem torkollik a 86-os főútba, annak a 114+500-as kilométerszelvénye közelében.
Teljes hossza, az országos közutak térképes nyilvántartását szolgáló kira.gov.hu adatbázisa szerint 2,087 kilométer.

## Települések az út mentén
- Uraiújfalu
- Vámoscsalád